# فانکی‌تاون (فیلم)
فانکی‌تاون (انگلیسی: Funkytown) فیلمی در ژانر درام است که در سال ۲۰۱۱ منتشر شد. از بازیگران آن می‌توان به جاستین چتوین اشاره کرد.